# Federico Codas
Federico Codas (Villarrica, 22/12/1867 - 18/12/1948, Asunción) fue un político paraguayo, canciller, senador, miembro del Tribuna Superior de Justicia y rector de la Universidad Nacional de Asunción.

## Biografía
Federico Codas Insfran nació en Villarrica un 22 de diciembre de 1867, fueron sus padres el Juez de Paz Don Cosme Damian Codas Carisimo y Doña Ramona Ynsfrán ex Residente en representación de Villarrica durante la Guerra de la Triple Alianza. Contrajo matrimonio el 26 de julio de 1897 en Asunción con Maria Francisca Georgina Thompson Haedo hija del Coronel George Thompson.
El Dr. Federico Codas contaba con 43 años al momento de su designación como canciller. Se había desempeñado como ministro de Justicia, Culto e Instrucción Pública desde inicios del gobierno Rojas en julio de 1911. Antes, había desempeñado una relevante carrera como magistrado y parlamentario, llegando a formar parte del Superior Tribunal de Justicia entre 1894-1898-1916-1920, y como senador oficialista durante los últimos gobiernos del Partido Colorado. Sin embargo, y a pesar de su trayectoria pública, no había logrado constituirse en un referente de peso dentro del partido. Cuando ingresó al gabinete de Rojas intentó consolidar su posición dentro del partido, al buscar convertirse en una especie de punta de lanza de los colorados dentro del gobierno. Codas fue informado de su designación en Buenos Aires, en el hotel en que residía sobre la calle Paraguay. La cuestión prioritaria de su gestión era la situación diplomática con la Argentina. El 10 de febrero, por Nota N° 56 del Ministerio de Relaciones Exteriores, el canciller interino López Moreira le comunicaba al canciller Codas las instrucciones por las cuales se le encomendaba “la misión de solucionar con el Gobierno Argentino la cuestión diplomática surgida”. 
Federico Codas fue prestigioso abogado y experimentado hombre público, su paso por la diplomacia fue circunstancial y breve.
Fue rector de la universidad Nacional de Asunción durante un periodo de mayo 1903 - marzo 1905